# Dănciulești
Dănciulești is een Roemeense gemeente in het district Gorj.
Dănciulești telt 2735 inwoners.